# 瓦沙克
瓦沙克（英語：Vassago），是所羅門七十二柱魔神中排第3位的魔神。瓦沙克在惡魔的世界傳聞是一位強大的王子，稱號“預言貴公子”，統帥26個軍團。據說通曉過去現在未來之事，會被尋求智慧之人所召喚，能夠發現被隱藏或丟失的事物。擁有一個良善的本質，是惡魔中少數的性格溫和者，通常會以披著長袍的賢者姿態出現。
有人將他的外表描述得和阿加雷斯（Agares，所羅門七十二柱魔神中的第2柱）一樣，所以經常把兩者視為同一位魔神。也有另一種說法說他的臉如同一個倒三角形的頭蓋骨，延伸到下顎的兩眼看不見任何物體，但是卻能透過異次元而看見過去未來。他也是知識探求者們常會召喚的惡魔之一。

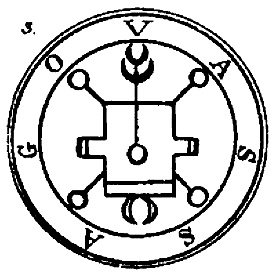
瓦沙克的印記

## 描述形象
早期的描述是騎著鱷魚的男子，一隻蒼鷹伏在他的右手腕，眼睛是空心的。另一種描述是具有30英尺長、血紅色的龍翅膀、紅色的四條腿、綠色雙眼和白色的獠牙。

## 流行文化
- 在日本動畫《機動新世紀GUNDAM X》中為主要敵對方的夏基亞·佛羅斯特所駕駛之鋼彈系機體NRX-0013的名字（Gundam Virsago）之由來。